# Кермессе
Кермессе (нидерл. kermesse, также нидерл. kermess или нидерл. kermis) — тип шоссейной велогонки, распространенный в Западной Европе. Обычно гонки-кермессе проводятся в Бельгии, особенно в северной части Фландрии, где они являются самым популярным стилем любительских велогонок. Они также существуют в Нидерландах. Велосипедная гонка позаимствовала название у фестиваля kermesse, где велогонка часто проводится в тот же день, что и городской фестиваль, хотя и не всегда.

## Обзор
Кермессе это любительские гонки обычно имеющие протяжённость от 90 до 140 километров, но большинство из них составляет около 120 километров.
Формат кермессе представляют собой гонку по трассе представляющей собой круг который преодолевается определённое количество раз. Обычно это от 10 до 20 кругов протяжённостью от 5 до 10 километров. Есть также профессиональные гонки, более длинные, от 150 до 180 км, с длиной круга не менее 10 км. Гонка обычно начинается и заканчивается в центре города, где проходит дневная гонка. Дистанция гонки может проходить как по дорогам города, так и по его окрестностям, будь то городские улицы или сельскохозяйственные угодья.
Дистанция круга обычно имеет передвижное ограждение. Это означает, что пока по улице не едут гонщики то она открыты для обычного движения. Впереди гонщиков следует автомобиль, обычно с предупреждающим знаком и красным флажком, и перекрывает перекрестки для движения транспорта. Машина следующая в конце пелотона , обычно со знаками и зелёным флагом, снова открывает улицы для движения.
Эти гонки обычно являются любительскими (профессионалы не допускаются) и классифицируются UCI как 1.12B, хотя есть и профессиональные гонки. Для участия в гонке необходимо иметь лицензию руководящего органа по велоспорту своей страны или Международного союза велосипедистов. Большинство гонок кермессе в Бельгии контролируются Wielerbond Vlaanderen. Регистрация на гонки обычно стоит 3 евро с депозитом в 5 евро за гоночный номер. Номер гонки должен быть возвращен после гонки, чтобы вернуть депозит.
Обычно есть оплата из 670 евро или 800 евро. Традиционно в гонке на 670 евро выплачивается 35, а в гонке на 800 евро - 50. Некоторые гонки имеют большую или меньшую выплату. В рамках мероприятия часто разыгрываются специальные призы на определенных этапах гонки, известные как праймы. В основном праймы представляют собой денежные вознаграждения, но иногда это могут быть и другие вещи, например, велосипед.
Кермессе похож на критериум, но отличается большей дистанцией гонки и большей длиной круга. В то время как критериум традиционно длится 60–90 минут, кермессе часто длятся 120–180 минут. Один круг критериума обычно составляет менее 5 километров, тогда как в кермессе круг обычно имеет протяжённость 5-10 километров.